# Veerconstante

Een tweemaal zo grote kracht (ten gevolge van een tweemaal zo groot gewicht) geeft een tweemaal zo grote uitrekking. Twee parallelle (gelijke) veren maken de gecombineerde veerconstante effectief tweemaal zo groot

De veerconstante van een veer drukt uit hoe stijf of stug de veer is. De veerconstante geeft aan hoe groot de kracht moet zijn, voor een bepaalde uitrekking. Voor een ideale veer is de uitwijking {\displaystyle u} evenredig met de aangelegde kracht {\displaystyle F}. De evenredigheidsconstante heet de veerconstante {\displaystyle C}:
{\displaystyle C={\frac {F}{u}}}
Daarin is: 
{\displaystyle C} de veerconstante (in N/m)
{\displaystyle F} de uitgeoefende kracht (in N)
{\displaystyle u} de uitrekking van de veer (in m)
De vergelijking voor de veerconstante is een variatie op de wet van Hooke.
De veerconstante van een schroefveer kan berekend worden als:
{\displaystyle C={\frac {G\cdot d_{\mathrm {d} }^{4}}{8\cdot d_{\mathrm {v} }^{3}\cdot n}}}
Daarin is
{\displaystyle d_{\mathrm {d} }} de draaddiameter (in m)
{\displaystyle d_{\mathrm {v} }} de gemiddelde veerdiameter (in m)
{\displaystyle n} het aantal windingen van de veer
{\displaystyle G} de schuifmodulus van het gebruikte materiaal (in N/m² of Pa, voor verenstaal is {\displaystyle G=81500\;N/mm^{2}=81,5\;GPa})